# Mursal Qarayev
Mursal Qarayev (en azerí: Mürsəl Qarayev; Bakú, 4 de noviembre de 1919 – Bakú, 26 de septiembre de 1975) fue un cirujano de Azerbaiyán, doctor en medicina y cirujano jefe del Ministerio de Salud de la República Socialista Soviética de Azerbaiyán.

## Biografía
Mursal Qarayev nació el 4 de noviembre de 1919 en Bakú, en la familia de Abulfas Qarayev, pediatra, jefe del departamento de pediatría de la Universidad de Мedicina de Azerbaiyán y científico de Azerbaiyán. En 1938, después de graduarse de la escuela secundaria ingresó en la Universidad de Medicina de Azerbaiyán. En 1942 se graduó de la facultad de tratamiento y prevención. Después de graduarse de la universidad fue reclutado por el ejército soviético. Sirvió como cirujano en el 482º batallón del ejército. Participó activamente en las batallas de Novorosíisk, Mozdok, Grozni, Georgiyevsk, Krasnodar y Óblast de Kursk.
Mursal Qarayev fue miembro de la Sociedad de Veteranos de la Gran Guerra Patria. Después de la guerra empezó a trabajar en la Universidad de Medicina de Azerbaiyán. Fue autor de más de 60 artículos científicos. En 1961-1964 fue cirujano jefe del Ministerio de Salud de la República Socialista Soviética de Azerbaiyán. 
Murió el 26 de septiembre de 1975 en Bakú. El 4 de noviembre de 2019 celebró el 100º aniversario del cirujano en la Universidad de Medicina de Azerbaiyán.

## Premios y títulos
- Orden de la Estrella Roja
- Medalla por la Defensa del Cáucaso
- Medalla de la victoria sobre Alemania en la Gran Guerra Patriótica 1941-1945
- Medalla por el Servicio de Combate
- Medalla de aniversario "50 años de las Fuerzas Armadas de la URSS"